# Blepisanis nivea
Blepisanis nivea är en skalbaggsart som först beskrevs av Ernst Gustav Kraatz 1882.  Blepisanis nivea ingår i släktet Blepisanis och familjen långhorningar.
Artens utbredningsområde är Kazakstan. Inga underarter finns listade.